# John van Dijk (burgemeester)
J.F.J. (John) van Dijk (Kerkrade, 19 maart 1951) is een Nederlands ondernemer, voormalig PvdA-burgemeester en algemeen directeur van Roda JC.

## Loopbaan
Van Dijk volgde na de middelbare school een opleiding aan de Academie voor Lichamelijke Opvoeding te Tilburg. Na zijn opleiding werd hij docent aan het CIOS te Sittard (1975-1980) en vervolgens directeur van de Nationale Federatie voor werkers in de sport (1980-1986). Daarnaast was hij lid van de gemeenteraad in Limbricht, Brunssum en Vaals en wethouder van de gemeente Brunssum (1986-1992). Deze post verruilde hij in 1992 voor het burgemeesterschap van Vaals, deze functie vervulde hij tot 1995. Van 1995 tot 1999 was hij algemeen directeur van de voetbalclub Roda JC. Tussen 2002 en 2006 was hij andermaal wethouder, nu in Vaals. Na het verlies van zijn partij Vrij en Onafhankelijk (V&O) bij de gemeenteraadsverkiezingen in 2006 besloot Van Dijk zijn verkiezing tot gemeenteraadslid niet te aanvaarden. Sinds zijn vertrek in 2006 heeft hij een eigen management-adviesbureau.